# 6 uur van Daytona 1972
De 6 uur van Daytona 1972 was de 11e editie van deze endurancerace. De race werd verreden op 6 februari 1972 op de Daytona International Speedway nabij Daytona Beach, Florida. Het is de enige keer dat de race zes uur duurde; het grootste deel van de overige edities werd over 24 uur gehouden.
De race werd gewonnen door de Ferrari Automobili #2 van Mario Andretti en Jacky Ickx, die allebei hun eerste Daytona-zege behaalden. De S2.0-klasse werd gewonnen door de Promotional Advertising Corp. #56 van Tom Waugh en Hugh Kleinpeter. De GT2.5-klasse werd gewonnen door de Brumos Porsche Audi Corp. #59 van Hurley Haywood en Peter Gregg. De GT+2.5-klasse werd gewonnen door de Dave Heinz Racing #57 van Robert Johnson en Dave Heinz. De T5.0-klasse werd gewonnen door de Bolus & Snopes Ltd. #94 van Bob Mitchell en Bob Christiansen. In de T2.5-klasse kwamen geen auto's aan de finish.

## Race
Winnaars in hun klasse zijn vetgedrukt.
| Pos. | Klasse | No. | Team                                                  | Coureurs                                         | Chassis                     | Ronden |
| ---- | ------ | --- | ----------------------------------------------------- | ------------------------------------------------ | --------------------------- | ------ |
| 1    | S3.0   | 2   | Ferrari Automobili                                    | Mario Andretti Jacky Ickx                        | Ferrari 312 PB              | 194    |
| 2    | S3.0   | 6   | Ferrari Automobili                                    | Tim Schenken Ronnie Peterson                     | Ferrari 312 PB              | 192    |
| 3    | S3.0   | 5   | Autodelta S.P.A.                                      | Vic Elford Helmut Marko                          | Alfa Romeo T33/TT/3         | 190    |
| 4    | S3.0   | 4   | Ferrari Automobili                                    | Clay Regazzoni Brian Redman                      | Ferrari 312 PB              | 179    |
| 5    | S3.0   | 9   | Autodelta S.P.A.                                      | Nanni Galli Andrea de Adamich                    | Alfa Romeo T33/3-71         | 175    |
| 6    | S2.0   | 56  | Promotional Advertising Corp.                         | Tom Waugh Hugh Kleinpeter                        | Lola T212                   | 166    |
| 7    | GT2.5  | 59  | Brumos Porsche Audi Corp.                             | Hurley Haywood Peter Gregg                       | Porsche 911 S               | 166    |
| 8    | GT+2.5 | 57  | Dave Heinz Racing                                     | Robert Johnson Dave Heinz                        | Chevrolet Corvette          | 163    |
| 9    | S2.0   | 55  | Roger McCaig Racing                                   | Roger McCaig Maurice McCaig                      | Lola T212                   | 161    |
| 10   | GT2.5  | 61  | James Locke                                           | James Locke Bob Bailey                           | Porsche 911 S               | 161    |
| 11   | T5.0   | 94  | Bolus & Snopes Ltd.                                   | Bob Mitchell Bob Christiansen                    | Chevrolet Camaro            | 158    |
| 12   | T5.0   | 47  | Takondo Racing                                        | Vince Gimondo Chuck Dietrich                     | Chevrolet Camaro            | 157    |
| 13   | GT2.5  | 81  | Daniel Muniz                                          | Daniel Muniz Ruben Novoa                         | Porsche 914/6               | 155    |
| 14   | GT2.5  | 41  | Kirill Racing Brundick Motor Co. Ltd.                 | Peter Kirill Russ Norburn                        | Porsche 911 S               | 152    |
| 15   | GT+2.5 | 18  | Ring Free Oil Racing Team & Baker Motor Co.           | Charles Reynolds Clive Baker                     | Ferrari 365 GTB/4           | 152    |
| 16   | T5.0   | 17  | C. C. Canada Inc.                                     | John Tremblay David Ellis-Brown                  | Chevrolet Camaro            | 152    |
| 17   | T5.0   | 89  | Smith-Kemp Auto Racing Team                           | Bert Gafford Houghton Smith Tom Fraser           | Chevrolet Camaro            | 151    |
| 18   | T5.0   | 42  | Jose Garcia Racing                                    | Luis Sereix Ralph Noseda                         | Chevrolet Camaro            | 145    |
| 19   | T5.0   | 52  | Chitwood Chevrolet Inc.                               | Joie Chitwood Tim Chitwood                       | Chevrolet Camaro            | 142    |
| 20   | GT2.5  | 72  | Lee McDonald Algar Porsche Audi                       | Lee McDonald Bert Everett                        | Porsche 914/6               | 131    |
| 21   | GT+2.5 | 99  | Phil Currin                                           | Robert Whitaker Phil Currin                      | Chevrolet Corvette          | 130    |
| NC   | S2.0   | 54  | Automobile International Inc.                         | Brian Goellnicht Bill Pryor                      | Abarth 2000SP               | 122    |
| NC   | T5.0   | 60  | Robert Fordyce                                        | Robert Fordyce Richard Small                     | Chevrolet Camaro            | 105    |
| NC   | S3.0   | 12  | Ecurie Bonnier                                        | Reine Wisell Jo Bonnier                          | Lola T280                   | 93     |
| DSQ  | S2.0   | 32  | Abarth-Osella                                         | Arturo Merzario Alex Soler-Roig                  | Abarth 2000SP/71            | 166    |
| DSQ  | GT+2.5 | 48  | John Greenwood Racing                                 | Tony Adamowicz John Greenwood                    | Chevrolet Corvette          | 114    |
| DNF  | GT+2.5 | 50  | John Greenwood Racing                                 | Don Yenko John Cordts                            | Chevrolet Corvette          | 153    |
| DNF  | S3.0   | 82  | Tony Dean                                             | Tony Dean Bob Brown                              | Porsche 908/02              | 151    |
| DNF  | GT+2.5 | 27  | North American Racing Team                            | Sam Posey Ronnie Bucknum Luigi Chinetti jr.      | Ferrari 365 GTB/4           | 119    |
| DNF  | S3.0   | 7   | Autodelta S.P.A.                                      | Peter Revson Rolf Stommelen                      | Alfa Romeo T33/TT/3         | 108    |
| DNF  | S3.0   | 62  | Escuderia Montjuich                                   | Jorge de Bagration Juan Fernández                | Porsche 908/03              | 100    |
| DNF  | T2.5   | 24  | Libra International Racing                            | John Buffum John Fitzpatrick                     | Ford Escort RS1600          | 88     |
| DNF  | T5.0   | 43  | Garzia Racing                                         | Javier Garcia Manuel Garcia                      | Chevrolet Camaro            | 79     |
| DNF  | GT+2.5 | 51  | Warren Shiber                                         | Bobby Spirgel Arthur Mollin                      | Chevrolet CorvetteSting Ray | 75     |
| DNF  | T5.0   | 8   | Automotive Engineering Enterprises                    | Jim Fitzgerald Tom Nehl                          | Chevrolet Camaro            | 74     |
| DNF  | GT2.5  | 58  | Brumos Porsche Audi Corp.                             | Héctor Rebaque sr. Guillermo Rojas               | Porsche 914/6               | 70     |
| DNF  | GT2.5  | 27  | Dr. Richard Weiss                                     | Richard Schuck Richard Weiss                     | Porsche 911 S               | 67     |
| DNF  | GT+2.5 | 53  | Michael Oleyar                                        | Michael Oleyar Robert Luebbe                     | Chevrolet Corvette          | 65     |
| DNF  | GT2.5  | 66  | John Belperche                                        | John Belperche George Rollin                     | Porsche 911 S               | 64     |
| DNF  | T5.0   | 70  | Gene Harrington                                       | Gene Harrington Larry Bock                       | Chevrolet Camaro            | 64     |
| DNF  | GT2.5  | 16  | Toad Hall Racing                                      | Michael Keyser Bob Beasley                       | Porsche 911 S               | 50     |
| DNF  | S2.0   | 26  | Doug Shierson Fred Opert Mexican-American Racing Team | Nick Craw Bill Barber                            | Chevron B19                 | 49     |
| DNF  | T5.0   | 87  | Buck Baker                                            | Buck Baker Larry Baker                           | Pontiac Firebird            | 43     |
| DNF  | GT+2.5 | 88  | Smith-Kemp Auto Racing Team                           | Charlie Kemp Tom Fraser Houghton Smith           | Chevrolet Corvette          | 36     |
| DNF  | T5.0   | 80  | Preston Hood Chevrolet Inc.                           | John Elliott Don Gwynne                          | Chevrolet Camaro            | 34     |
| DNF  | T5.0   | 86  | Simone Fleming                                        | Paul Fleming David Boggs                         | Pontiac Firebird            | 32     |
| DNF  | GT+2.5 | 11  | Ron Weaver                                            | Jerry Thompson Ron Weaver Tony DeLorenzo         | Chevrolet Corvette Spyder   | 21     |
| DNF  | GT2.5  | 28  | Porsche Kremer Team                                   | Erwin Kremer Günther Huber                       | Porsche 911 S               | 19     |
| DNF  | GT2.5  | 40  | Northlake Porsche Audi Inc.                           | Levon Pentecost Anthony Torgersen                | Porsche 911 S               | 11     |
| DNF  | S3.0   | 21  | North American Racing Team                            | Luigi Chinetti jr. George Eaton                  | Ferrari 312 P               | 7      |
| DNF  | GT+2.5 | 33  | Sheldon Stafford                                      | Sheldon Stafford Ron Stafford                    | Chevrolet Corvette          | 5      |
| DNF  | T5.0   | 74  | Norman Mosher                                         | Al Straub Norman Mosher                          | Ford Mustang                | 2      |
| DNF  | GT+2.5 | 76  | Silverstone Racing Team                               | George Stone Bruce Jennings                      | Porsche 911 T               | 2      |
| DNF  | T5.0   | 93  | Bolus & Snopes Ltd.                                   | Dave Houser Wilbur Shaw jr.                      | Shelby GT350                | 2      |
| DNF  | S2.0   | 25  | Doug Shierson Fred Opert Mexican-American Racing Team | Rodolfo Junco Fred van Beuren                    | Chevron B19                 | 1      |
| DNF  | S3.0   | 14  | Ecurie Bonnier                                        | Gérard Larrousse Chris Craft Néstor García Veiga | Lola T280                   | 1      |
| DNS  | S3.0   | 3   | Autodelta S.P.A.                                      | Andrea de Adamich Nanni Galli                    | Alfa Romeo T33/TT/3         | 0      |
| DNS  | GT2.5  | 19  | David McClain                                         | David McClain Dave White                         | Porsche 914/6               | 0      |
| DNQ  | GT2.5  | 75  | Clearwater Datsun                                     | Bobby Clark Don Kearney                          | Datsun 510                  | 0      |
| DNQ  | T5.0   | 79  | Arrow Racing Team                                     | Eddie Johnson Clay Young                         | Chevrolet Camaro            | 0      |

1962 · 1963 · 1964 · 1965 · 1966 · 1967 · 1968 · 1969 · 1970 · 1971 · 1972 · 1973 · 1974 · 1975 · 1976 · 1977 · 1978 · 1979 · 1980 · 1981 · 1982 · 1983 · 1984 · 1985 · 1986 · 1987 · 1988 · 1989 · 1990 · 1991 · 1992 · 1993 · 1994 · 1995 · 1996 · 1997 · 1998 · 1999 · 2000 · 2001 · 2002 · 2003 · 2004 · 2005 · 2006 · 2007 · 2008 · 2009 · 2010 · 2011 · 2012 · 2013 · 2014 · 2015 · 2016 · 2017 · 2018 · 2019 · 2020 · 2021 · 2022 · 2023 · 2024 · 2025